# Sansare
Sansare är en kommunhuvudort i Guatemala.   Den ligger i departementet Departamento de El Progreso, i den centrala delen av landet, 40 km öster om huvudstaden Guatemala City. Sansare ligger 787 meter över havet och antalet invånare är 3 792.
Terrängen runt Sansare är lite bergig. Runt Sansare är det ganska tätbefolkat, med 185 invånare per kvadratkilometer. Närmaste större samhälle är Sanarate, 10,1 km nordväst om Sansare. I omgivningarna runt Sansare växer huvudsakligen savannskog.